# South Rosemary
South Rosemary – jednostka osadnicza w Stanach Zjednoczonych, w stanie Karolina Północna, w hrabstwie Halifax.